# Chariobaudes
Chariobaudes (zm. 13 sierpnia 408) – wódz Zachodniego Cesarstwa Rzymskiego.
Jego imię świadczy, że był pochodzenia germańskiego. Pełnił urząd magister militum per Gallias za czasów Stylichona. W 407 uciekł z Galii z powodu przejścia oddziałów na stronę uzurpatora Konstantyna III. Zginął 13 sierpnia 408 w Ticinum w czasie rewolty żołnierzy, zorganizowanej przez stronnictwo antygermańskie i kierowanej przez Olimpiusza. Ponieważ rewolta w Ticinum była skierowana przeciwko stronnikom Stylichona, można domniemywać, że Chariobaudes był jednym z nich.